# Monasteranenagh Abbey
Monasteranenagh Abbey (oder Nenay Abbey, irisch Mainistir an Aonaigh, lat. Magium) ist eine ehemalige Zisterzienserabtei im County Limerick in der heutigen Republik Irland. Es liegt in Monasteranenagh bei Croom in der Ebene knapp 20 km südlich von Limerick am Fluss Camoge.

## Etymologie
Mainistir an Aonaigh bedeutet „Kloster des Jahrmarkts“, benannt nach einem hier abgehaltenen Markt. Die lateinische Bezeichnung ist die latinisierte Form des Flussnamens Mague.

## Geschichte
Das Kloster wurde 1148 von Turlough O’Brien, dem König von Munster, zum Dank für seinen Sieg über die Wikinger bei Rathmore Castle gestiftet und war ein Tochterkloster der 1142 gegründeten Mellifont Abbey. Damit gehörte es der Filiation der Primarabtei Kloster Clairvaux an. Von Monasteranenagh gingen mindestens vier Tochtergründungen aus:
- Inislounaght Abbey (1151, auch als Tochter von Mellifont Abbey bezeichnet)
- Abbeydorney Abbey (1154),
- Midleton Abbey (1180)
- Holy Cross Abbey (1181)

Die 1188 gegründete Abbeyfeale Abbey wurde 1209 als Cella Monasteranenagh unterstellt. 1227 wurde das Kloster der Margam Abbey in Wales unterstellt. 1228 wurden in der Folge der Verschwörung von Mellifont die nichtirischstämmigen Mönche vertrieben. Der Konvent wurde daraufhin exkommuniziert und die vertriebenen Mönche wurden wieder eingesetzt. Am Ende des 13. Jahrhunderts war das Kloster hoch verschuldet. 1539/40 wurde es aufgelöst, jedoch blieben die Mönche noch bis gegen 1580, nachdem ihr Besitz bereits 1543 an Sir Osborne Echingham gegeben worden war. Abt Maurice MacGibbon wurde 1567 Erzbischof von Cashel und Diplomat in Spanien. 
1579 wurde die Abtei im Zuge der so genannten 2. Desmond-Rebellion angezündet, hieran knüpft die Legende von der Ermordung von 40 Mönchen, die in einem Fresko des Klosters Zwiefalten von Franz Joseph Spiegler aufgegriffen wird. Die Gebäude wurden 1585 nochmals beschädigt und kamen anschließend an Sir Henry Wallop (1540–1599), der die Ruine dem Verfall überließ.

## Bauten und Anlage
In ruinösem Zustand sind die kreuzförmige Kirche, deren Querhäuser abgegangen sind, mit zwei rundbogigen Fenstern in der Westwand aus der Zeit von 1170 bis 1220 und der frühgotische Kapitelsaal erhalten. Ein Turm stürzte um 1806 ein. Die Kirchenruine wurde bis gegen 1970 als Begräbnisstätte benutzt.